# Fernão
Fernão là một đô thị ở bang São Paulo của Brasil. Đô thị này nằm ở vĩ độ 22º21'31" độ vĩ nam và kinh độ 49º31'15" độ vĩ tây, trên khu vực có độ cao 558 m. Dân số năm 2004 ước tính là 1 299 người. Đô thị này có diện tích 100,3 km².

## Thông tin nhân khẩu
Dữ liệu dân số theo điều tra dân số năm 2000
Tổng dân số: 1.432
- Dân số thành thị: 677
- Dân số nông thôn: 755
- Nam giới: 738
- Nữ giới: 694

Mật độ dân số (người/km²): 14,28
Tỷ lệ tử vong trẻ sơ sinh dưới 1 tuổi (trên một triệu người): 18,51
Tuổi thọ bình quân (tuổi): 69,87
Tỷ lệ sinh (số trẻ trên mỗi bà mẹ): 2,74
Tỷ lệ biết đọc biết viết: 86,71%
Chỉ số phát triển con người (HDI-M): 0,748
- Chỉ số phát triển con người - Thu nhập: 0,670
- Chỉ số phát triển con người - Tuổi thọ: 0,748
- Chỉ số phát triển con người - Giáo dục: 0,825

(Nguồn: IPEADATA)